# Registro de organizaciones de investigación
El Registro de Organizaciones de Investigación (ROI, en sus siglas en español) es un registro global liderado por la comunidad e impulsado por organizaciones e individuos de todo el mundo. Tiene como objetivo proporcionar un identificador persistente para todas las organizaciones de investigación del mundo. Complementa otros identificadores comúnmente usados, como ORCID para investigadores y DOI para resultados de investigación.   
Inicialmente, el registro se basó en información de la base de datos de identificadores de investigación global (GRID). En 2021 se anunció que ROI asumiría el papel de identificador abierto de organizaciones de GRID. El primer lanzamiento de ROI después de separarse de GRID se publicó en marzo de 2022.Su objetivo central es funcionar como registro abierto de identificadores de organizaciones de investigación.
Los datos son accesibles a través del sitio web oficial: , una API abierta o también como un volcado de datos descargable. Todos los identificadores y metadatos de ROI están disponibles bajo la licencia CC0.